# Operation Achilles
Operation Achilles ist der Deckname für eine Frühjahrsoffensive der NATO im Krieg in Afghanistan. Sie begann am 6. März 2007 und war bis zum Beginn der Operation Muschtarak am 12. Februar 2010 die größte Operation der NATO, seitdem sie den Befehl im Süden Afghanistans übernommen hatte.

## Vorgeschichte
Die afghanische Provinz Helmand an der Grenze zu Pakistan gilt als eine Hochburg der Taliban und des Drogenanbaus. Im Jahr 2006 hatten ISAF- und US-Truppen in der Region eine Offensive mit 11.000 beteiligten Soldaten durchgeführt (Operation Mountain Thrust). Trotz heftigster Gefechte war es ihnen nicht gelungen die Provinz unter Kontrolle zu bringen. Während der folgenden Wintermonate kam es nur zu geringen Kämpfen, da sich beide Seiten auf eine „Frühjahrsoffensive“ vorbereiteten. Mitte Februar 2007 ließ Abdul Rahim, einer der Führer der Aufständischen, verlauten, dass sie bis zu 10.000 Kämpfer, sowie mindestens 2000 Selbstmordattentäter in Helmand versammelt hätten. Der Gouverneur der Provinz Asadullah Wafa bestätigte derartige Angaben, da allein unter dem Befehl des pakistanischen Taliban-Kommandeurs Abdullah Mehsud 700 ausländische Kämpfer in den letzten Wochen von Wasiristan in Pakistan über die Grenze gekommen seien.
Tatsächlich wuchs der Druck der Taliban auf die ISAF-Truppen seit Beginn des Jahres 2007. Am 1. Februar eroberten sie den Distrikt Musa Kala, in welchem die NATO-Kommandeure zuvor die Exekutive an die lokalen Stammesältesten übergeben hatten. In den folgenden Tagen kam es bereits zu heftigen Gefechten bei der Stadt Sangin (32° 4′ N, 64° 50′ O) sowie auf der Straße nach Kajaki (32° 16′ N, 65° 3′ O), bei denen vier NATO-Soldaten getötet wurden.
Die afghanische Regierung drängte daraufhin auf den Beginn der ebenfalls angekündigten Offensive der NATO-Truppen.

## Operatives Konzept
Die strategische Konzeption der Operation sah vor die Stellungen der Taliban in der Provinz Helmand anzugreifen und zu zerstören. Das gewonnene Territorium sollte dann militärisch gesichert und die afghanischen Zentralregierung so in die Lage versetzt werden, dringende Wiederaufbau-Projekte anzugehen. Eine zentrale Rolle spielte dabei die Kajakai-Talsperre nahe der Stadt Kajaki. Derzeit versorgt diese etwa 300.000 Afghanen in der Provinz mit Elektrizität, nach einer Instandsetzung hoffte man allerdings zwischen 1,2 und 2 Mio. Afghanen versorgen zu können. Neben der Ankurbelung der Wirtschaft durch den Strom sollte auch die Versorgung der Zivilbevölkerung mit Wasser verbessert werden. Ein Erfolg dieses Projektes würde einen essentiellen Erfolg der afghanischen Regierung und der ISAF bzw. NATO symbolisieren. Militärisch sollte gegenüber den Taliban die Initiative behauptet werden. So erklärte der offizielle Sprecher der ISAF Colonel Tom Collins:
„What you are going to see in the coming weeks is the enemy reacting to the strategic initiative of the government of Afghanistan and the (NATO) forces it's partnered with. […] It is us moving into (Taliban) areas, not the other way around.“
Bei ihrem Vorgehen mussten sich die internationalen Truppen sehr bemühen die Verluste unter der Zivilbevölkerung minimal zu halten, da schon kurz vor Beginn der Offensive bei zwei Zwischenfällen mehrere Zivilisten durch Luftangriffe der NATO ums Leben kamen. Dies hatte zu größeren Demonstrationen gegen die ausländische Truppenpräsenz geführt. Vor diesem Hintergrund ließ Generalmajor Ton van Loon den Bürgern der Provinz Helmand mitteilen:
„We know that Taleban extremists have regularly sought refuge in your communities and have used honest citizens and children as human shields to protect themselves. I assure you we recognize how devious the enemy is and as Operation Achilles brings more troops in your region, let there be no doubt that we are only going after the extremists.“

## Verlauf der Operation

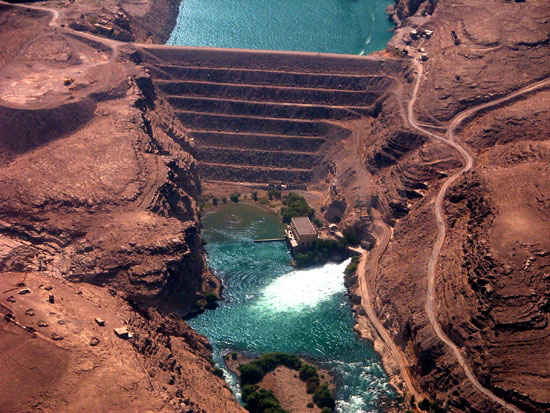
Der 1953 erbaute Kajakai-Damm, Aufnahme 2004

Die NATO stellte unter dem Befehl des niederländischen Generalmajors und Kommandeur des „ISAF Regional Command-South“ Ton van Loon etwa 4500 Soldaten (Soldaten der 82. US-Luftlandedivision sowie der britischen, kanadischen und der niederländischen Streitkräfte), welche zusammen mit weiteren 1000 Mann der afghanischen Armee und Polizei den Angriff auf die Stellungen der Taliban führen sollten. Eingeleitet wurden die Operationen durch den Abwurf von 30.000 Flugblättern über dem Kampfgebiet durch eine C-130 Hercules. Auf diesen wurden die Kämpfer der Taliban aufgefordert, sich nicht in Gefechte mit den internationalen Truppen einzulassen.
Um 5:00 Uhr morgens Ortszeit bezogen am 6. März 2007 erste Einheiten der NATO-Truppen ihre Ausgangsstellungen im Gebiet zwischen Kajaki und Sangin. Schon am ersten Tag der Operation fiel ein Soldat des 42. Commando der britischen Royal Marines bei einem Feuergefecht in der Umgebung von Kajaki. Am 8. März erlag ein weiterer britischer Soldat einer bei Sangin erlittenen Verwundung. Demgegenüber wurden allein am 6. März mindestens fünf mutmaßliche Taliban-Kämpfer im Distrikt Kajaki getötet.
In der Nacht vom 7. zum 8. März 2007 machten die NATO-Truppen einen weiteren Vorstoß im südlicheren Teil Helmands, um die Verbände der Taliban dort zu binden und von nördlichen Helmand abzulenken. Das 45 Commando der Royal Marines griff zusammen mit Einheiten der afghanischen Armee Stellungen und Magazine der Taliban südlich der Stadt Garmsir (31° 7′ N, 64° 12′ O) an, von denen man annahm, dass es sich um ein lokales Hauptquartier handelte. Etwa 200 Soldaten nahmen mit Unterstützung durch afghanische Artillerie an dem Gefecht teil. Im Verlauf des Gefechtes wurde ein Panzerfahrzeug der Taliban zerstört, während sich einige Kämpfer in eine Moschee zurückzogen. Die internationalen Truppen stellten ihr Feuer daraufhin ein. Erst als sie wieder unter Beschuss gerieten, erwiderten sie das Feuer erneut. Andere Kämpfer der Taliban sollen sich in zivilen Häusern verschanzt haben. Die NATO-Truppen stellten das Feuer deshalb ein, um zivile Verluste zu vermeiden. Colonel Tom Collins, der Sprecher der ISAF, bemerkte dazu:
„It is important to remember that Taliban extremists often make allegations of civilian casualties in their continuing efforts to discredit the international military forces.“
Die NATO bewertete diese Teil-Operation als großen Erfolg, da man die Stellungen zerstört und den Taliban die Bewegungsfreiheit eingeschränkt habe. Außerdem gab es bei diesem Gefecht keine Verluste auf Seiten der Koalitionstruppen. Bei diesem Gefecht wurde der hohe Taliban-Führer und Regionalkommandeur Mullah Jamaluddin und eine größere Anzahl Kämpfer getötet. Um die Operationen der ISAF-Verbände abzuschirmen, gingen Einheiten des 1. Bataillons des 508. US-Fallschirmjäger-Regimentes und das Royal Canadian Regiment im Grenzgebiet zwischen den Provinzen Kandahar und Helmand in Stellung. Das US-amerikanische Bataillon, afghanische Truppen und eine niederländische Aufklärungseinheit griffen dabei am Morgen des 10. März 2007 ein Stellungssystem der Taliban auf einem Höhenzug nahe Gorak (Nordwest-Kandahar) an. In Anwesenheit von Generalmajor Ton van Loon wurden schwere Luftangriffe geflogen, welche die Stellungen zerstörten.
Bis zum 3. Mai errichteten die Pioniere der NATO-Truppen drei Posten für die afghanische Armee für jeweils 100 Mann. Außerdem berichtete das britische Verteidigungsministerium, dass die Taliban aus den bewohnten Ortschaften vertrieben sei.
Am 12. Mai wurde einer der wichtigen militärischen Anführer der Taliban Mullah Dadullah durch NATO-Truppen getötet.
Am 30. Mai wurde ein CH-47 Chinook-Hubschrauber der US-Armee in der Nähe des Staudammes von Taliban-Truppen abgeschossen. Alle sieben Personen an Bord kamen ums Leben. Während CNN behauptete, ein vorläufiger Bericht deute darauf hin, dass der Hubschrauber mit einer Rocket Propelled Grenade abgeschossen worden, wird vom Berichterstatter eines im Jahr 2010 im Rahmen des Afghan War Diary ans Licht der Öffentlichkeit gekommenen internen Berichtes des US-Militärs vermutet, der Abschuss sei auf ein MANPAD zurückzuführen.

## Bewertungen
Der VN-Sonderbeauftragte für Afghanistan, Tom Koenigs, hält die Operation für wegweisend, um die Taliban endgültig zu verdrängen und einen wirtschaftlichen Aufschwung des Landes herbeizuführen zu können.
Der deutsche Verteidigungsminister Franz Josef Jung relativierte in einem Interview am 6. März 2007 die Bedeutung der Operation Achilles. Sie sei lediglich ein örtlich begrenzter Teil einer seit längerer Zeit laufenden Operation Adler und auch nicht der Beginn einer Frühjahrsoffensive.